# Terremoto del Perù del 2007
Il terremoto del Perù del 2007 fu un terremoto di magnitudo 8 della scala di magnitudine del momento che colpì la costa centrale del Perù mercoledì 15 agosto 2007 alle 23:40:58 UTC (18:40:58 orario locale) e durò all'incirca tre minuti.
L'ipocentro è stato localizzato a 150 chilometri a sud-est di Lima, nell’Oceano Pacifico, ad una profondità di 39 chilometri.
La USGS ha catalogato il terremoto come IX grado nella scala Mercalli.
Le vittime provocate dal sisma sono state più di 500, e i feriti oltre 2.000.